# 엑서터 공항
엑서터 공항(Exeter Airport, IATA: EXT, ICAO: EGTE) 또는 엑서터 국제공항은 엑서터시와 가까우면서 사우스웨스트잉글랜드 데번주에 속하는 이스트데번의 클리스트 호니턴에 위치한 국제공항이다. 엑서터 공항은 CAA 공용 에어드롬 라이선스(번호 P759)를 보유하고 있어서 승객의 대중교통과 비행 지시를 위한 비행을 허용한다.